# Beznau
Beznau ist ein Ortsteil von Döttingen im Schweizer Kanton Aargau. Dieser besteht aus der gleichnamigen künstlichen Insel der Aare mit einem Kernkraftwerk, einem Wasserkraftwerk sowie je einem Unterwerk der Swissgrid (380/220 kV) und der Axpo (50 kV). Auch gab es ab 1948 das Gasturbinenkraftwerk Beznau, welches aber inzwischen nicht mehr in Betrieb ist. Es bestanden Planungen für den Bau eines neuen Kernkraftwerkes, dem Block III, die nach der Nuklearkatastrophe von Fukushima aber nicht weiterverfolgt wurden.
Vor dem Bau der Kraftwerke und historisch betrachtet war Beznau gutes landwirtschaftliches Gebiet und wurde entsprechend genutzt.

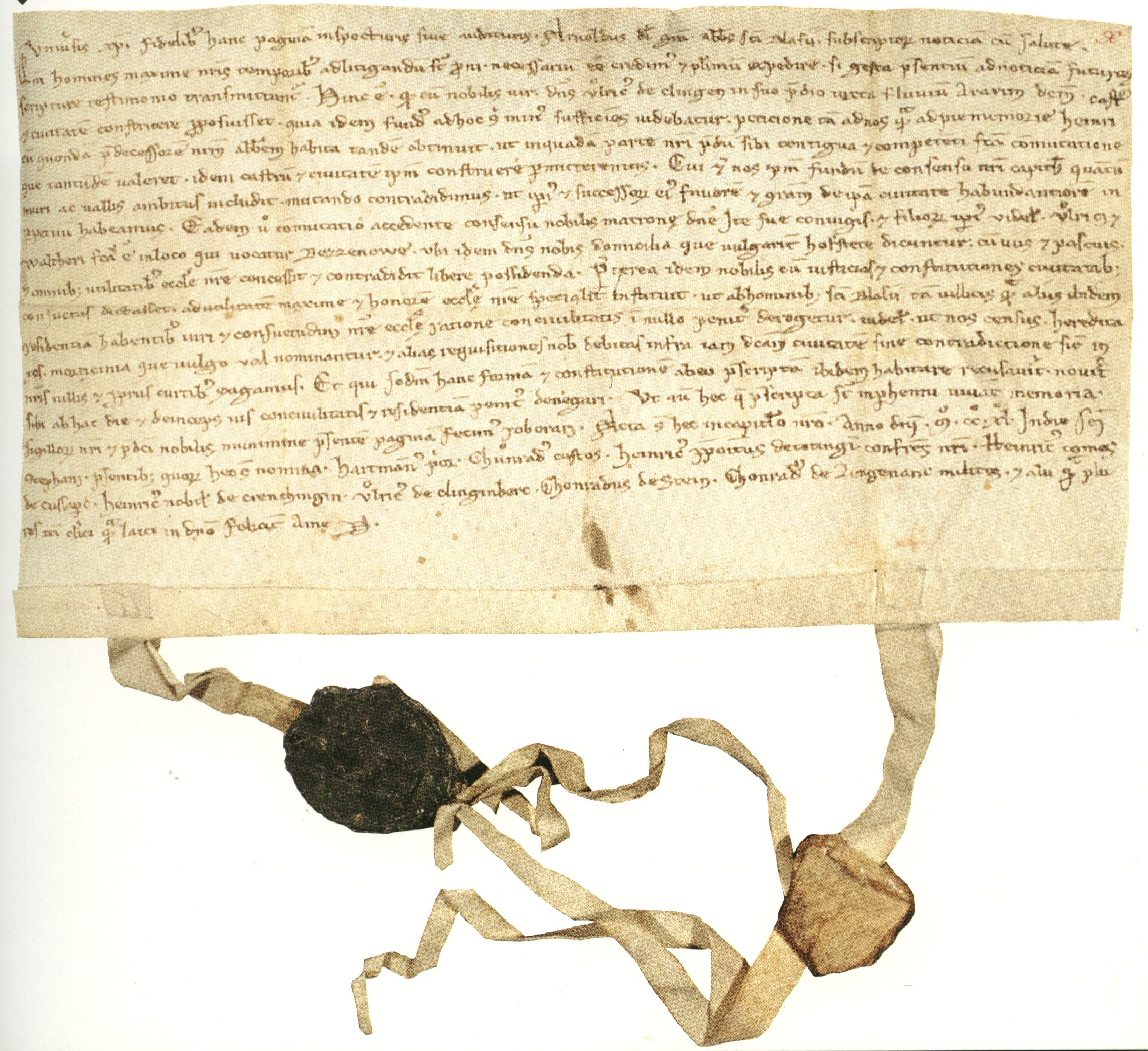
Tauschvertrag von 1239 zwischen dem Kloster St. Blasien und dem Freiherr Ulrich von Klingen über Beznau und einen Hügel (die heutige Stadt Klingnau)
Aareinsel und Wasserkraftwerk 1946
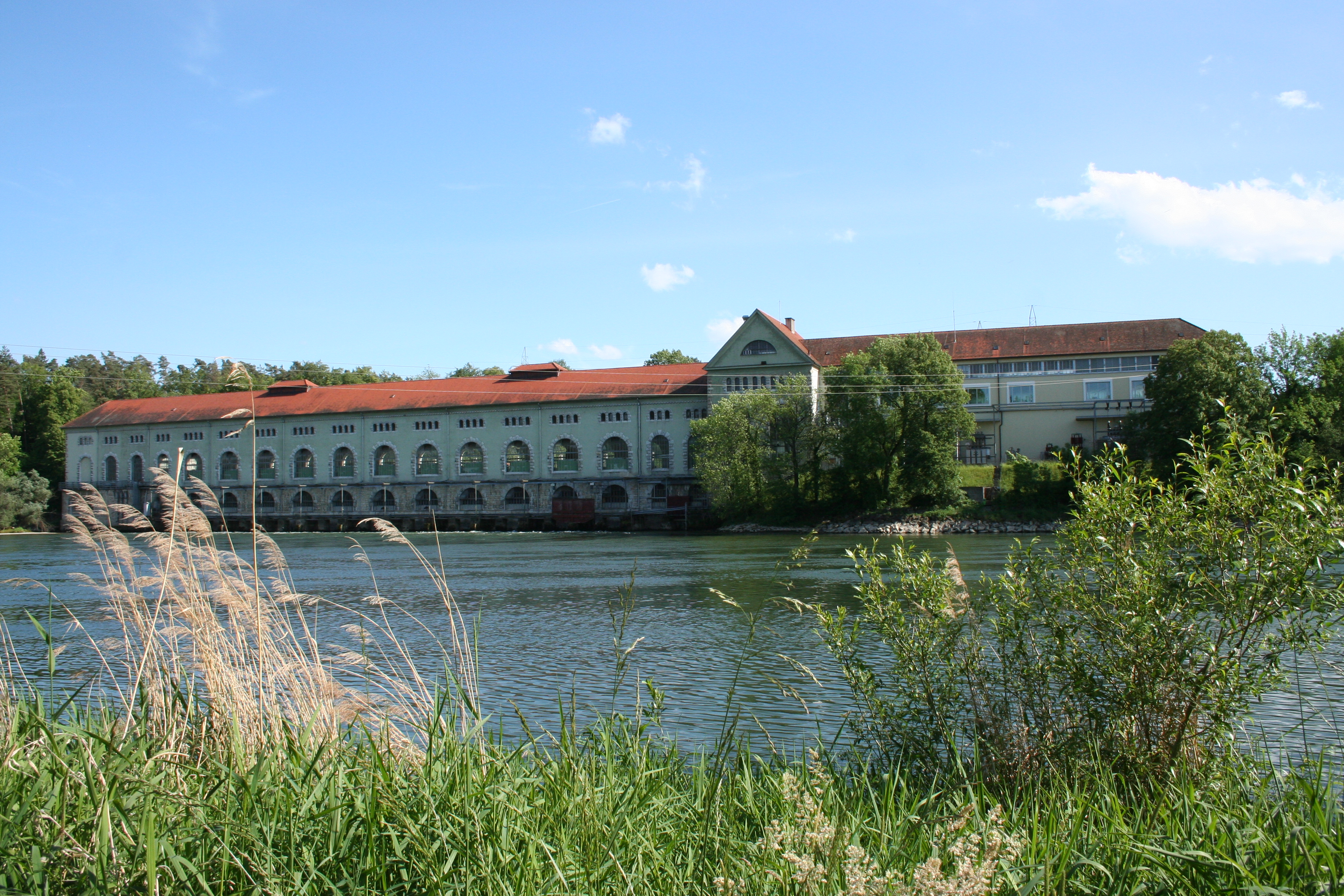
Wasserkraftwerk Beznau
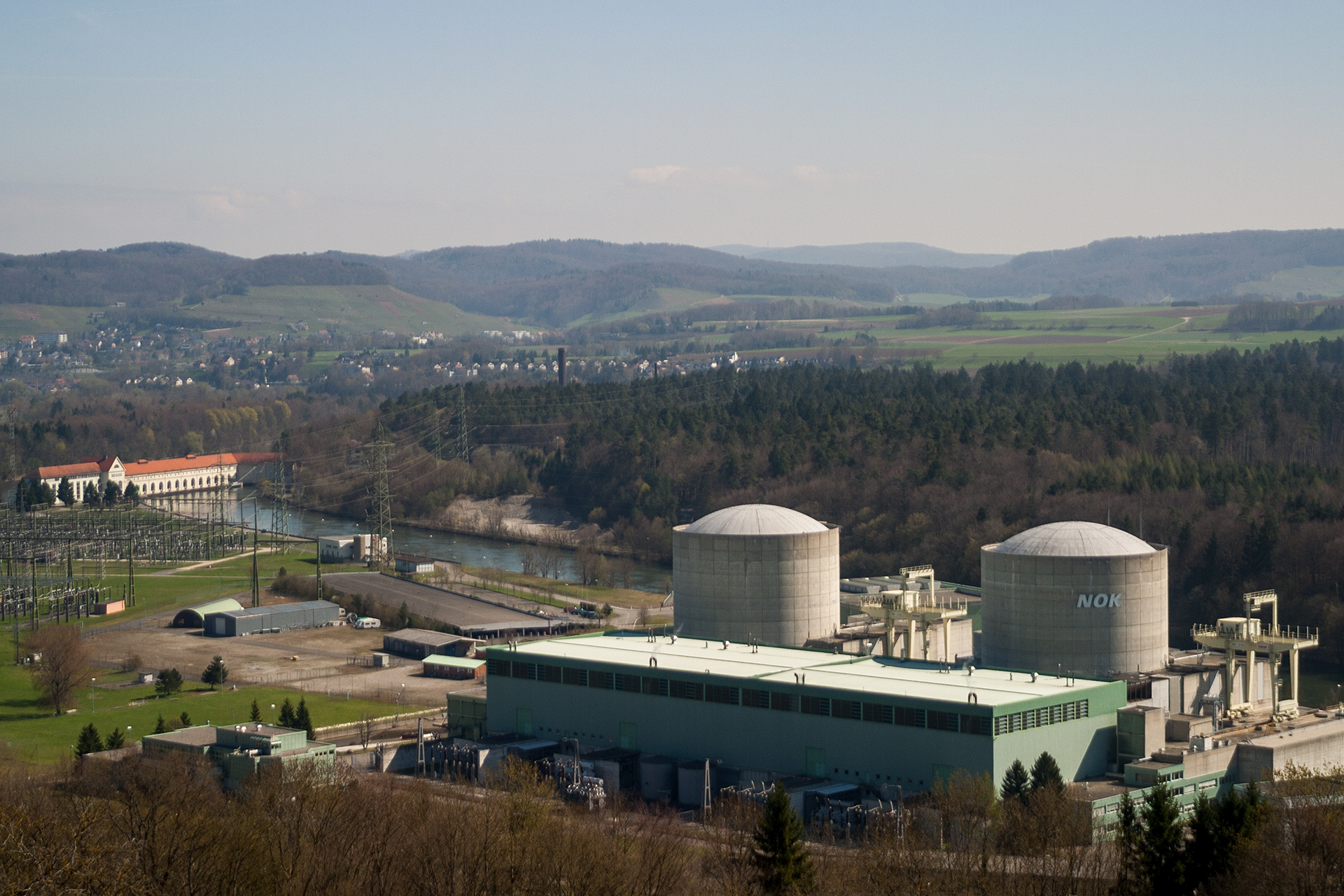
Blick von Böttstein auf das Wasser- und Kernkraftwerk Beznau
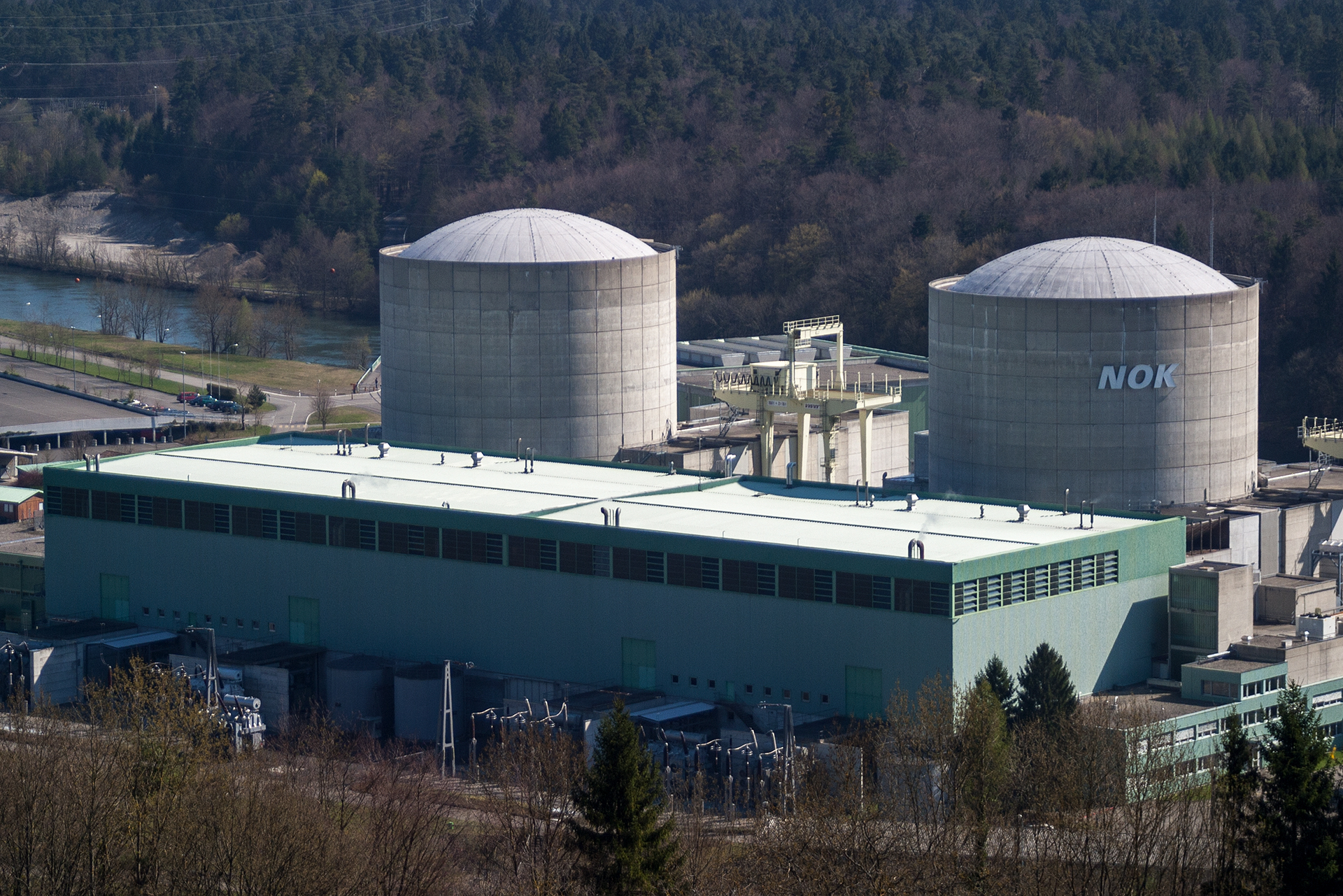
Blick von Böttstein auf das Wasser- und Kernkraftwerk Beznau